# AppleCare
AppleCare è il marchio usato da Apple per le sue polizze assicurative, vendute in collaborazione con AIG e la sua filiale europea AIG Europe e aventi per oggetto l'estensione della garanzia e dei piani di supporto tecnico di Apple TV, Apple Watch, iPad, iPod, iPhone, HomePod, Mac, monitor Apple e AirPods. Le polizze vendute sotto tale marchio sono, a seconda dei Paesi, l'AppleCare Protection Plan, l'AppleCare+ e l'AppleCare+ with Theft and Loss.

## Polizze e garanzia
I prodotti Apple godono di una garanzia convenzionale limitata ad un anno e un'assistenza telefonica per 90 giorni, che possono essere estesi a due anni con l'AppleCare Protection Plan. Con l'AppleCare + può essere aggiunta inoltre la copertura contro due danni accidentali ogni 12 mesi, con uno sconto sulla riparazione. L'AppleCare+ with Theft and Loss include inoltre una copertura contro furto e smarrimento.
Queste coperture possono essere acquistate contestualmente al dispositivo. L'AppleCare + o l'AppleCare Protection Plan possono essere inoltre acquistati successivamente all'acquisto del dispositivo, entro 30 giorni in Giappone ed entro 60 giorni nella maggior parte degli altri Paesi in cui sono disponibili. In altre zone, il tempo utile per l'acquisto dell'AppleCare Protection Plan ammonta invece a un anno.
Non tutte le polizze possono essere acquistate in tutti i Paesi. In Italia, per esempio, è disponibile solo l'AppleCare +. Infatti, Apple vi ha sospeso la vendita dell'AppleCare Protection Plan nel 2011, dopo che l'AGCM ha comminato alla azienda una sanzione amministrativa di 900.000 euro per delle scorrettezze nella comunicazione dei diritti di garanzia riconosciuti dalla legge.